# Matalam
Matalam (Bayan ng Matalam) är en kommun i Filippinerna. Kommunen ligger på ön Mindanao, och tillhör provinsen Cotabato. Folkmängden uppgår till 60 146 invånare.

## Barangayer
Matalam är indelat i 34 barangayer.
| - New Alimodian - Arakan - Bangbang - Bato - Central Malamote - Dalapitan - Estado - Ilian - Kabulacan - Kibia - Kibudoc - Kidama | - Kilada - Lampayan - Latagan - Linao - Lower Malamote - Manubuan - Manupal - Marbel - Minamaing - Natutungan - New Bugasong | - New Pandan - Patadon West - Poblacion - Salvacion - Santa Maria - Sarayan - Taculen - Taguranao - Tamped (Tampad) - New Abra - Pinamaton |